# Illíria
Illíria, latinosan Illyria (ógörögül Ἰλλυρία, azaz Illíria, Illürisz vagy Illürikon, latinul Illyria) ókori történelmi régió. Tágabban minden föld Itáliától és Noricumtól keletre, valamint Thesszáliától és Makedóniától nyugatra egészen a Savusig (Száva) és az Isterig (Duna). Ez a hatalmas régió a Balkán-félsziget északnyugati részét, ezen belül a mai Szlovénia, Horvátország, Bosznia-Hercegovina, Montenegró, Koszovó és Észak-Albánia területét foglalta magában. A néhány ókori szerzőnél előforduló szűkebb értelemben vett Illíria csak az autariaták és ardiaták országát jelentette, amely az i. e. 4. században alakult ki a mai Dalmácia déli részén.
A rómaiak az i. e. 2–1. század során Illíria egész területét elfoglalták, és annak nagyobb északi részén alakították ki Illyricum, majd Dalmatia provinciát.

## Népei
Az ókori szerzők zord országnak írták le – alkalmasabbnak az állattenyésztésre, mint a növénytermesztésre –, amelyhez a rómaiak csak bányái miatt ragaszkodtak. Nevét a feltételezések szerint a korabeli forrásokban egyébként nem említett, a Labeátiszi-tó környékén feltételezett illürök törzséről kapta. Az elmélet szerint az illír népnév a későbbiekben elterjedt a Nyugat-Balkánt benépesítő, rokon nyelvet beszélő népcsoportok egészére. Illírek voltak a hisztrónok (a róluk elnevezett Isztria területén), a japodok a Szavosz (Száva) felső folyásánál, valamint a liburnok egészen a Titiosz folyóig (Krka). A liburnok voltak a rómaiak szerint a legjobb tengerészek, Octavianus később nekik köszönhette actiumi győzelmét. A Titiosztól a Narónig (Neretva) terjedő terület, a mai Közép-Dalmácia a dalmaták vagy delmaták földje volt, akikről később az egész tartomány a nevét kapta. A Narón folyónál, a mai Dél-Dalmáciában kezdődött az „igazi illírek” földje, legészakibb törzseik a daorszok, az ardiaták és az autariaták voltak. Tőlük délre a Drilón folyóig (Drin), azaz a mai Montenegró és Észak-Albánia vidékén laktak a pürák, a dokleaták és a labeátok. Ettől keletre, a mai Koszovó területén a dardánok hegyi népe élt. A Drilóntól dél felé egészen a Genuszosz folyóig a grabák, az illürök feltételezett törzse, a taulantok, az albanok és a parthinok, kelet felé pedig a makedóniai határig az enkhelék, később a peneszták és több más hegyi törzsek területe húzódott (a mai Észak- és Közép-Albánia vidéke). Legdélibb, az epiruszi határvidéken élő csoportjaik közé tartoztak a dasszaréták, az atintánok, a büllionok és az amantok.
Illíria területe nem esett egybe az illír törzsek által lakott valamennyi területtel, hiszen illír nyelvű népek éltek Illírián kívül is, egyrészt a Kárpát-medence területén (pannonok és azalok), másrészt Dél-Itáliában (japigok és enotrusok).
Illíria területéhez az Adriai-tenger hosszú tengerpartja mellett számos sziget is tartozott, közös néven liburniai-szigetek, köztük Curictae (ma Krk), a két Apsyrtis (Cres és Lošinj), Arba (Rab), Issa (Vis), Pharia (Hvar), Corcyra Nigra (Korčula) és Melite 
(Mljet). Ezekre a szigetekre az i. e. 4. század elejétől a Siracusa felől érkező görög gyarmatosítók telepedtek le. A görögökön kívül kelták és föníciaiak is keveredtek az illírek közé.

## Városai
Nevezetesebb városok voltak (északról délnek haladva): Metulum (Csáktornya), Senia (Zengg), Jader (vagy Jadera, Zára), Scardona (Skradin), Tragurium (Trau), Salona (Solin, Split mellett), Delminium (Tomislavgrad), Narona, Epidaurus (Cavtat, Dubrovnik mellett), Doclea (vagy Dioclea, Podgorica mellett), Olcinium (Ulcinj), Lissus (Lezha), Scodra (Shkodra), Dyrrachium (görögül Epidamnosz, ma Durrës), Apollónia, Oricum és Aulona (Vlora).

## Történelem
A tengerparti területeken élő illírek nemcsak jó hajósok voltak, hanem félelmetes kalózok hírére is szert tettek. Az összes törzset egybefogó egységes államot azonban sohasem tudtak alkotni.

### Az Illír Királyság

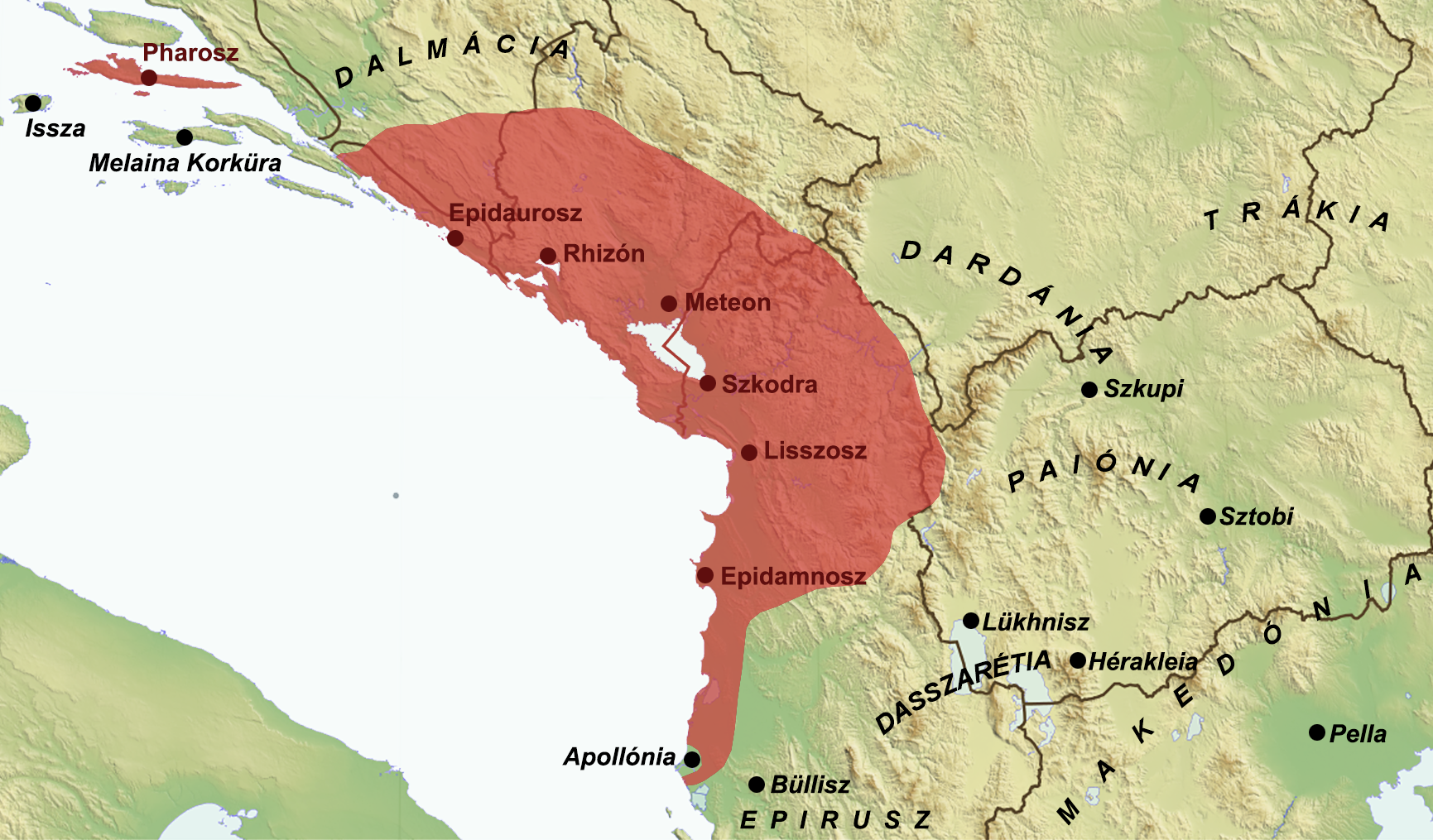
Az Illír Királyság feltételezett területe és főbb települései Agrón uralkodásának végén, (a mai országhatárok jelölésével)

Az i. e. 5–2. században a mai Észak-Albánia és Montenegró területén állt fenn az Illír Királyság, amelyet az egykori görög forrásokból is ismerünk. Első ismert uralkodója, Bardülisz feltehetően az enkhele törzsből származott, utódai az egymással vetélkedő délillír törzsekből kerültek ki. A bizonytalan származású, i. e. 356-tól uralkodó Pleuratoszt i. e. 335-ben a taulant Glaukiasz követte a trónon. Glaukiasz Dasszarétia királyával, Kleitosszal szövetkezett, de a pélioni csatában alulmaradt Nagy Sándorral szemben. A dardán területeket Makedónia bekebelezte, így az Illír Királyság fő hatalmi gócpontja a Glaukiasz kezén lévő partvidék lett. Kasszandrosz makedón király i. e. 314-ben Glaukiasz királyságára támadt, elfoglalta az illír területek nagy részét, köztük Epidamnoszt és Apollóniát. Két évvel később azonban kerkürai segítséggel az illírek visszahódították területeiket. Glaukiasz i. e. 302-ben bekövetkezett halálát követően a taulantok helyét más törzsek vették át az Illír Királyság feletti uralomban, a taulantok szállásterületének nagy részét pedig I. Pürrhosz épeiroszi király hódította meg.
Az i. e. 3. század közepétől a feltételezhetően ardiata származású II. Pleuratosz, Agrón és utódaik irányították a királyságot, amely ekkor a mai Északnyugat-Albánia, Nyugat-Montenegró és Dél-Dalmácia területét foglalta magában. Az i. e. 3. századtól az illíreknek új ellenséggel, a felemelkedő, balkáni hídfőállásait kiépítő Rómával kellett szembenézniük. Agrón király özvegye, Teuta királyné követeiket is megölette. Ez idézte elő az első római–illír háborút, melyben Gnaeus Fulvius Centumalus és Lucius Postumius Albinus visszaállították Róma tekintélyét és Teuta királynét súlyos békefeltételek elfogadására kényszerítették (állandó hadisarc, a partvidék és Kerküra szigetének átengedése). A Róma elleni háborúk sorában az utolsó, az i. e. 168-as harmadik római–illír háborúban Róma legyőzte Genthiosz illír királyt, ezzel a királyság egykori területe római fennhatóság alá került. Genthiosz száműzött királyként halt meg Iguviumban.
A királyság fontos városai történetének korai, i. e. 4. századi szakaszában Pélion, Lükhnisz és Eugenum voltak, majd az i. e. 3. században nyugatra, az Adriai-tenger partvidékére tolódott királyság fő hatalmi centruma Lisszosz, Szkodra, Meteon, Rhizón és Ulkinion városai körül összpontosult. Időről időre a királyság fennhatósága kiterjedt a dél-illíriai Albanopolisz városára, Epidamnosz és Amantia poliszaira, valamint északon Pharosz szigetére.

### Római uralom

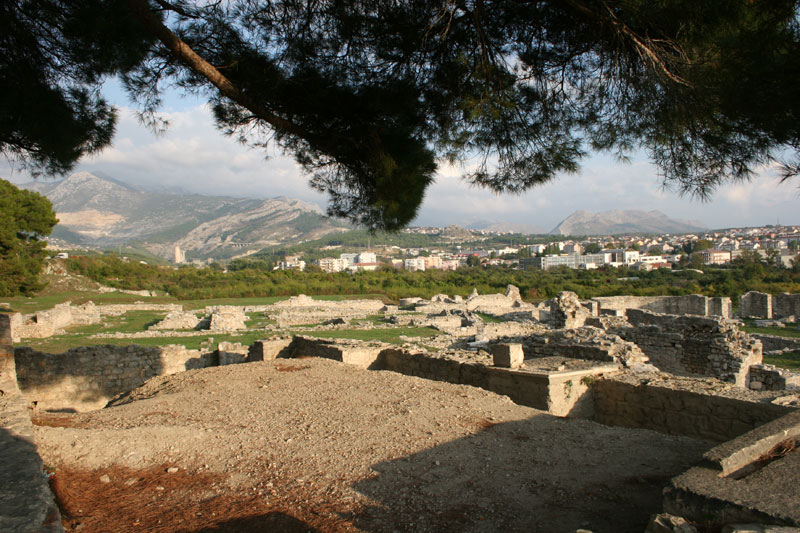
Az illyricumi főváros, Salona romjai a mai Split mellett.

Illíria számottevő stratégiai és gazdasági jelentőséggel bírt a birodalomban. Számos fontos kikötővárosa volt, belső részeiben pedig aranybányái. Innen indult a Via Egnatia nevű római út, amely Dyrrachium (a korábbi Epidamnosz) városától az Adriai-tenger mentén Bizánc (Byzantium) felé haladt. A harcias bennszülött lakosság a római hadsereg egyik fontos erőforrása volt. Az i. e. 1. század során a rómaiak a Neretvától északra eső partvidéket is fokozatosan meghódították. Az addigi Illíria mellett a meghódított területeken újabb protektorátusokat alakítottak ki (Dalmatia, Iapydia és Liburnia).
Az utolsó illír felkelést Julius Caesar fojtotta vérbe, aki után Octavianus i. e. 35–33 között a még mindig kalózkodó japodokat, liburnokat és dalmatákat kiirtotta és területüket római provinciává tette. A korábbi négy protektorátus legnagyobb részét Illyricum provincia néven egyetlen tartományba olvasztotta. A volt Illyria protektorátus déli részét (a mai Albánia területét) ugyanakkor Macedonia provinciához csatolta. Mint római közigazgatási fogalom Illyricum tehát ettől kezdve az Isztriától a Drilon folyóig, továbbá a Savus (Száva) és Drinus (Drina) folyók közé eső terület volt, tehát nagyjából a mai Szlovénia, Horvátország, Bosznia és Montenegró. A provincia fővárosa Salona (Salonae) lett.
Az i. sz. 1. században Illyricum provinciát ismét átszervezték, és ettől kezdve Dalmatia provinciának nevezték. 
Az elrómaisodó helyi lakosság vagyoni és műveltségi színvonala gyorsan fejlődött. Több híres író is származott a tartományból (például Appianus), és több római császár is született itt, köztük II. Claudius, Aurelianus, Diocletianus, I. Constantinus és Valens.
A Római Birodalom kettészakadása (395) után a területet a Nyugatrómai Birodalomhoz csatolták, 476-tól azonban a bizánci császárok voltak az urai.

## Az Illíria név újkori használata

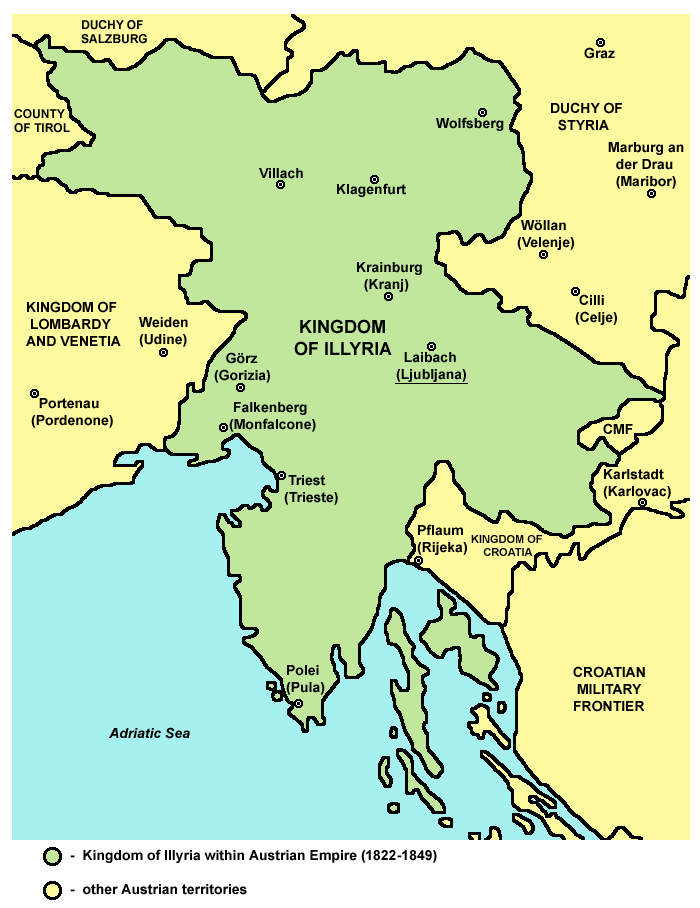
Az Illír Királyság 1822-ben

1809-ben Napóleon önálló államot szervezett Illír tartományok (Provinces illyriennes) néven, amely Karintiát, Krajnát, Görzöt, Triesztet, Isztriát, Fiumét, a mai Horvátország középső részét és Dalmáciát foglalta magába. A párizsi békeszerződés megkötése után ez az államalakulat Ausztria birtokává lett, és 1815-ben a bécsi kongresszus formálisan is Ausztriának ítélte. 1816-ban császári rendelettel Illír Királysággá alakították, Dalmáciát azonban elválasztották tőle, azt külön koronatartománnyá tették. 1822-ben az Illír Királyságról leválasztották a történelmi Közép-Horvátországot és Fiumét is, ezeket a Magyar Királyság fennhatósága alá helyezték vissza. Az 1849-es államreform keretében Ferenc József a maradék Illír Királyságot is megszüntette, és Karintiát, Krajnát, Görzöt, Triesztet, valamint Isztriát az Osztrák Tengermellék néven egyetlen koronatartománnyá olvasztotta egybe. Ezt 1861-ben három önálló koronatartományra bontotta szét: Isztriai Őrgrófság, Görz és Gradisca Hercegesített Grófság, és a közvetlen birodalmi közigazgatás alatt álló Trieszt, ezek közös elnevezése Osztrák-illír Tengermellék lett. Ez a beosztás fennmaradt 1867 után is, az Osztrák–Magyar Monarchiában. 1918-ban a terület nagy része az Olasz Királyságé lett, aki 1920-ban, a rapallói egyezmény értelmében egy részét átengedte a Szerb-Horvát-Szlovén Királyságnak.